# Pressig

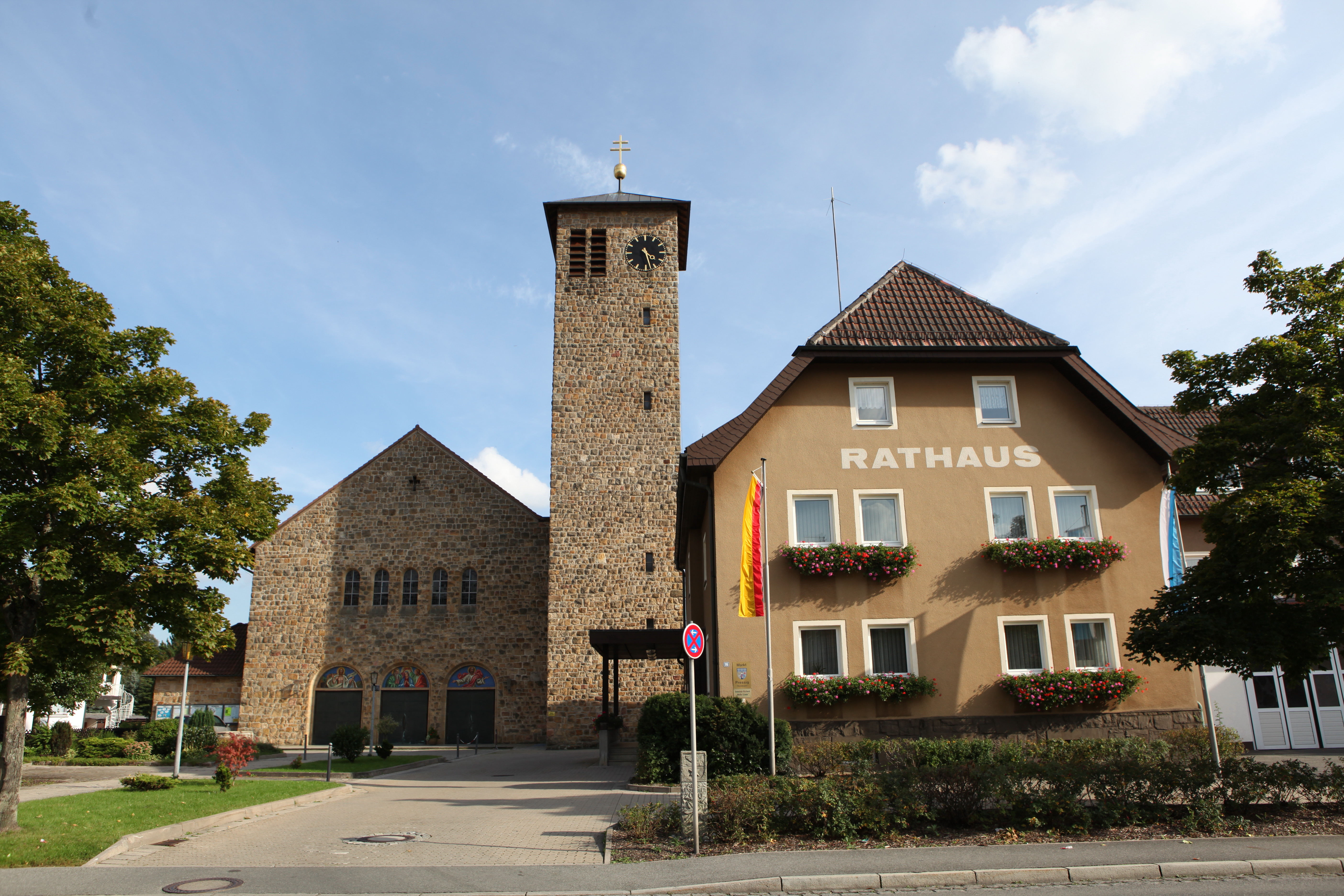
Rathaus und Herz-Jesu-Kirche (2010)

Pressig ist ein Markt im oberfränkischen Landkreis Kronach in Bayern und der Name des Hauptortes. Zusammen mit Stockheim bildet es ein Grundzentrum.

## Geografie

### Geografische Lage

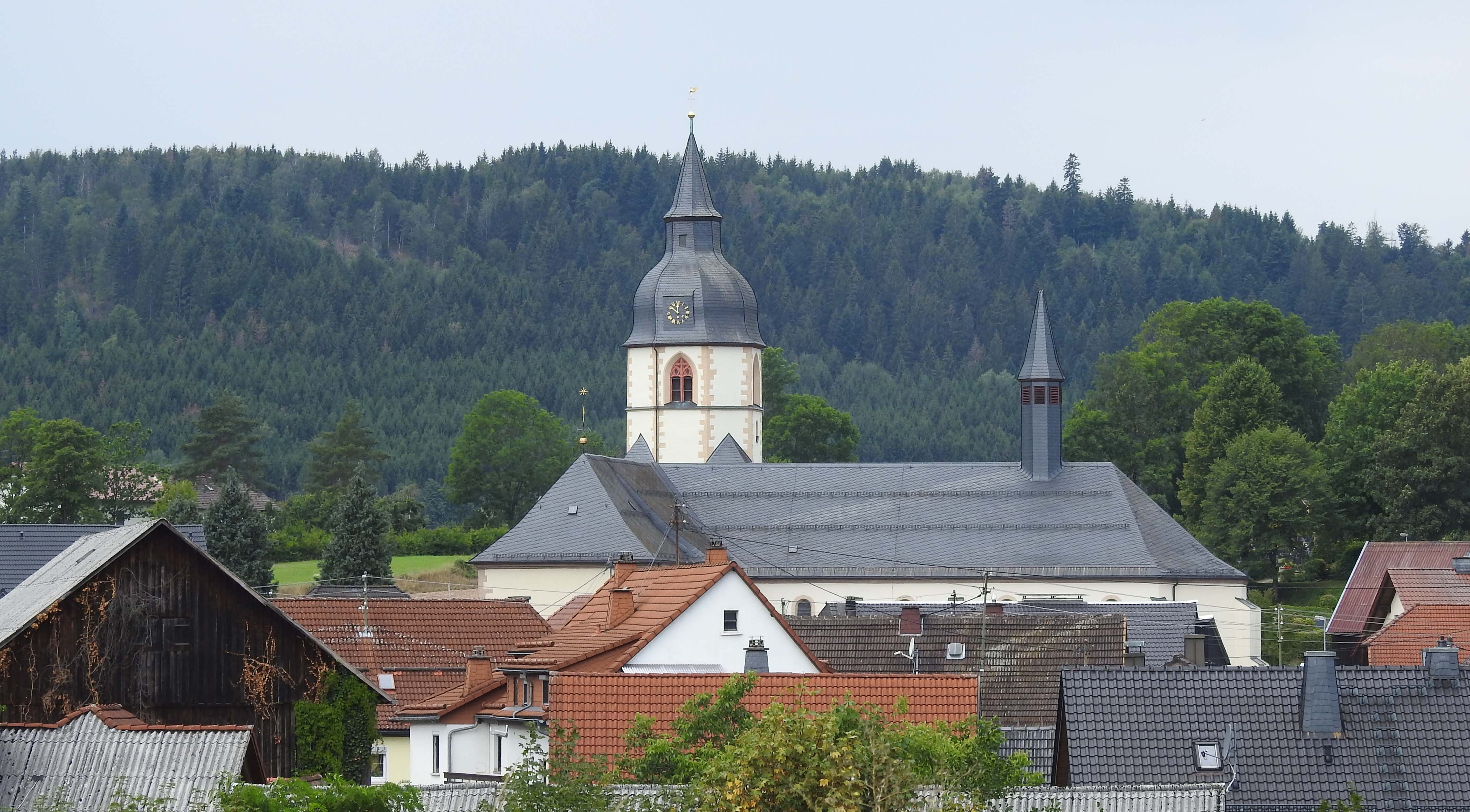
Rothenkirchen von Osten

Pressig liegt im Naturpark Frankenwald. Im Ort fließen die Flüsse Buchbach und Tettau in die Haßlach.

### Gemeindegliederung
Die Gemeinde Pressig hat 14 Gemeindeteile (in Klammern sind der Siedlungstyp und die Einwohnerzahl, Stand August 2018, angegeben):
- Brauersdorf (Dorf, 73)
- Eila (Dorf, 106)
- Förtschendorf (Kirchdorf, 332)
- Friedersdorf (Dorf, 203)
- Friedersdorfermühle (Einöde)
- Grössau (Dorf, 120)
- Haidelsmühle (Einöde)
- Hessenmühle (Einöde)
- Marienroth (Pfarrdorf, 198)
- Obere Mühle (Einöde)
- Posseck in Bayern (Pfarrdorf, 188)
- Pressig (Hauptort, 1509)
- Rothenkirchen (ehemaliger Markt, 1058)
- Welitsch (Kirchdorf, 320)

Der höchstgelegene Gemeindeteil des Marktes Pressig ist Marienroth mit bis zu 616 m ü. NHN.
Rothenkirchen Bahnhof ist mittlerweile in dem Gemeindeteil Pressig aufgegangen, während Keimenschneidmühle, Kohlesmühle, Marienrothermühle, Romigsschneidmühle, Waldhaus und Welitscher Schneidmühle devastiert sind.

### Nachbargemeinden
Nachbargemeinden sind (von Norden aus, im Uhrzeigersinn) Tettau, Steinbach am Wald, Teuschnitz, Wilhelmsthal, Stockheim (alle im Landkreis Kronach) sowie Föritztal (im Thüringer Landkreis Sonneberg).

## Geschichte
Der Ort wurde in einer Urkunde, die zwischen 1326 und 1328 geschrieben wurde, als „Prezzekk“ erwähnt. Der Ortsname leitet sich von presěka ab (slaw. für Rodung). Demnach ist Pressig eine Rodungssiedlung.
Gegen Ende des 18. Jahrhunderts bildete Pressig mit Haidels-, Kohles- und Romigsschneidmühle eine Realgemeinde bestehend aus 18 Anwesen (5 Güter, 2 Söldengüter, 7 Tropfhäuser, 1 Mahl- und Schneidmühle, 3 Schneidmühle). Das Hochgericht übte das bambergische Centamt Teuschnitz aus. Die Dorf- und Gemeindeherrschaft übte das Vogteiamt Rothenkirchen aus. Die Grundherrschaft über alle Anwesen hatte das Kastenamt Rothenkirchen inne. Neben den Anwesen gab es noch 1 Gemeindehaus.
Infolge der Säkularisation kam Pressig nach Bayern. Mit dem Ersten Gemeindeedikt wurde Pressig dem 1808 gebildeten Steuerdistrikt Rothenkirchen zugewiesen. 1818 entstand die Ruralgemeinde Pressig, zu der Haidelsmühle, Kohlesmühle und Romigsschneidmühle gehörten. Sie war in Verwaltung und Gerichtsbarkeit dem Landgericht Teuschnitz zugeordnet und in der Finanzverwaltung dem Rentamt Rothenkirchen (1919 in Finanzamt Rothenkirchen umbenannt). 1837 wurde Pressig dem Landgericht Ludwigsstadt überwiesen. Von 1862 bis 1880 und von 1888 bis 1931 gehörte Pressig zum Bezirksamt Teuschnitz, von 1880 bis 1888 und ab 1931 zum Bezirksamt Kronach (1939 in Landkreis Kronach umbenannt). Die Gerichtsbarkeit blieb beim Landgericht Ludwigsstadt (1879 in Amtsgericht Ludwigsstadt umbenannt), das 1956 zu einer Zweigstelle des Amtsgerichts Kronach wurde. Die Finanzverwaltung übernahm 1929 das Finanzamt Kronach. Die Gemeinde hatte ursprünglich eine Fläche von 2,270 km².
Pressig erhielt im Jahr 1956 das Marktrecht.

### Eingemeindungen
Am 1. Januar 1974 wurde im Zuge der Gebietsreform in Bayern die Gemeinde Grössau in den Markt Pressig eingegliedert. Am 1. Januar 1976 folgten Marienroth und Posseck, während die Einöde Eichelberg nach Wilhelmsthal umgegliedert wurde. Eila kam am 1. Januar 1977 hinzu. Am 1. Mai 1978 erfolgte die Eingemeindung der Gemeinden Förtschendorf, Friedersdorf und Welitsch sowie des Marktes Rothenkirchen (mit dem am 1. Januar 1971 eingegliederten Ort Brauersdorf).

### Einwohnerentwicklung

Bevölkerungsentwicklung des Marktes Pressig seit 1840

In den Jahren nach dem Zweiten Weltkrieg wuchs die Bevölkerung des Marktes Pressig stark an (siehe Graphik). Während 1939 lediglich etwa 4100 Einwohner gezählt wurden, waren es 1950 über 5500. Seit den 1970er Jahren geht die Einwohnerzahl wieder zurück. Im Zeitraum von 1988 bis 2018 sank sie von 4447 auf 3932 um 515 bzw. um 11,6 %.

#### Gemeinde Pressig
| Jahr      | 1840   | 1852   | 1855   | 1861   | 1867   | 1871   | 1875   | 1880   | 1885   | 1890   | 1895   | 1900   | 1905   | 1910   | 1919   | 1925   | 1933   | 1939   | 1946   | 1950   | 1952   | 1961   | 1970   | 1987   | 2008   | 2010   | 2015   | 2017   | 2018   | 2019   | 2020   |
| Einwohner | 145    | 165    | 167    | 183    | 207    | 211    | 204    | 211    | 327    | 343    | 447    | 568    | 831    | 1038   | 1125   | 1320   | 1451   | 1349   | 1738   | 1855   | 1848   | 1772   | 1826   | 4498   | 4190   | 4123   | 3981   | 3964   | 3932   | 3890   | 3872   |
| Häuser    |        |        |        |        |        | 27     |        |        | 39     | 41     |        | 47     |        |        |        | 109    |        |        |        | 171    |        | 229    |        | 1107   |        |        | 1195   | 1195   | 1202   | 1208   | 1212   |
| Quelle    | [ 14 ] | [ 14 ] | [ 14 ] | [ 15 ] | [ 16 ] | [ 17 ] | [ 18 ] | [ 19 ] | [ 20 ] | [ 21 ] | [ 14 ] | [ 22 ] | [ 14 ] | [ 23 ] | [ 14 ] | [ 24 ] | [ 25 ] | [ 25 ] | [ 25 ] | [ 26 ] | [ 25 ] | [ 10 ] | [ 27 ] | [ 28 ] | [ 29 ] | [ 29 ] | [ 29 ] | [ 29 ] | [ 29 ] | [ 29 ] | [ 29 ] |

#### Ort Pressig
| Jahr      | 001818 | 001861 | 001871 | 001885 | 001900 | 001925 | 001950 | 001961 | 001970 | 001987 | 002018 | 002020 |
| Einwohner | 109 *  | 172    | 194    | 316 *  | 309    | 1052   | 1801   | 1755   | 1811   | 1603   | 1509 * | 1506 * |
| Häuser    | 18 *   |        |        | 36 *   | 38     | 98     | 167    | 226    |        | 363    |        |        |
| Quelle    | [ 9 ]  | [ 15 ] | [ 17 ] | [ 20 ] | [ 22 ] | [ 24 ] | [ 26 ] | [ 10 ] | [ 27 ] | [ 28 ] | [ 5 ]  | [ 30 ] |

### Brauersdorf
Das noch bäuerlich geprägte Brauersdorf wurde 1307 erstmals urkundlich erwähnt. Der Ort ist ein Angerdorf mit dem Dorfplatz im Zentrum und den Anwesen strahlenförmig um ihn herum.

### Posseck
Posseck wurde erstmals 1180 urkundlich erwähnt.

### Rothenkirchen
Rothenkirchen wurde in der Zeit um 1200 erstmals urkundlich erwähnt. Bereits 1377 wurde dem Ort das Marktrecht verliehen. Im 14./15. Jahrhundert übte der Ort die niedere und hohe Gerichtsbarkeit aus. Im Spätmittelalter kam er an die Herren von Würtzburg und wurde nach der Reformation evangelisches Pfarrdorf, das auch die Protestanten in den katholischen Orten der Umgebung mitpastorisierte. Den Bischöfen von Bamberg und ihrer gegenreformatorischen Politik war der Ort daher ein Dorn im Auge: 1625 setzte Fürstbischof Johann Georg II. Fuchs von Dornheim mit Waffengewalt einen Priester ein.

### Welitsch
Welitsch wurde im Jahre 1325 im ersten Bamberger Urbar erstmals mit sieben Gütern und einer Mühle urkundlich erwähnt. Es ist wahrscheinlich nach der Gründung des Bistums im Jahre 1007 entstanden. Die Franken drangen in dieser Zeit von Kronach aus weiter in den Frankenwald vor. Welitsch hatte in den frühen Jahren seines Bestehens verschiedene Herrschaften. Unter anderem war es dem Kloster Langheim verpfändet und gehörte den Herren von Würtzburg. Wann Welitsch wieder zum Bistum Bamberg zurückgekommen ist, ist nicht bekannt.
Nach Hans Silbermann hatten die Welitscher die Bauholzgerechtigkeit, aber keine Braugerechtigkeit. 1558 protestierten sie erfolglos dagegen, ihr Bier aus Kronach beziehen zu müssen. Diese Vorschriften galten bis 1801.

## Politik
- CSU: 6
- FW: 2
- SPD: 3
- BGM: 5

### Marktgemeinderat
| Partei/Liste                              | Sitze | Sitze | Sitze |
| Partei/Liste                              | 2020  | 2014  | 2008  |
| ----------------------------------------- | ----- | ----- | ----- |
| CSU                                       | 6     | 8     | 7     |
| Freie Wähler                              | 2     | 5     | 6     |
| SPD                                       | 3     | 3     | 3     |
| Bürgergemeinschaf(f)t Markt Pressig (BGM) | 5     | –     | –     |

### Bürgermeister
Zum Bürgermeister gewählt wurde 2020 Stefan Heinlein (CSU).
Mit der Bildung der neuen Großgemeinde Pressig im Jahre 1978 waren Neuwahlen erforderlich geworden, zum ersten Bürgermeister wurde Josef Wich (CSU) gewählt. Dieser hatte das Amt bis 1987 inne. Sein Nachfolger Georg Konrad (CSU) war von 1987 bis 2008 Erster Bürgermeister des Marktes Pressig. Nachdem dieser wegen seiner Pensionierung nicht mehr zur Wahl gestanden hatte, wurde bei den Kommunalwahlen am 2. März 2008 aus vier Kandidaten sein Nachfolger bestimmt. Hans Pietz (FW) war von 2008 bis 2020 Erster Bürgermeister.

### Wappen und Flagge
Wappen
| Wappen Gemeinde Pressig | Blasonierung: „Unter blauem Schildhaupt, darin nebeneinander drei silberne heraldische Lilien, in Silber ein wachsender Bauer mit blauem Mantel, roter Weste, schwarzer Hose und schwarzem Hut, der in der rechten Hand zwei schräg gekreuzte goldene Ähren hält, daneben links ein sechsstrahliger roter Stern.“ |
| Wappen Gemeinde Pressig | Wappenbegründung: Das Wappen wurde aus den Wappen der ehemaligen selbständigen Gemeinden gebildet, die bei der Gemeindegebietsreform bis 1978 zur neuen Großgemeinde Pressig zusammengeschlossen wurden. Der Bauer mit den schräg gekreuzten Ähren entstammt dem historischen Wappen von Rothenkirchen, der rote Stern dem von Pressig. Letzterer verweist auf die Herren von Würtzburg und deren Familienwappen – sie waren früher im Gemeindegebiet die wichtigsten Grundbesitzer. Die Ähren stehen auch noch für Brauersdorf, Eila, Friedersdorf, Grössau und Posseck sowie den landwirtschaftlichen Charakter der Gemeinde. Die drei silbernen heraldischen Lilien im Schildhaupt sind den Wappen der früheren Gemeinden Förtschendorf, Marienroth und Welitsch entnommen und beziehen sich auf das Kirchenpatronat der heiligen Maria in Förtschendorf, den Ortsnamen Marienroth sowie das Kirchenpatronat der heiligen Anna in Welitsch. Dem Markt Pressig wurde durch Schreiben der Regierung von Oberfranken vom 3. Mai 1979 die Genehmigung zur Führung dieses Wappen erteilt. |

Wappen der ehemaligen Gemeinden

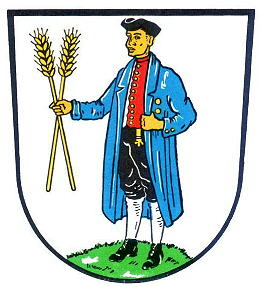
Rothenkirchen: Bauer mit schräg gekreuzten Ähren
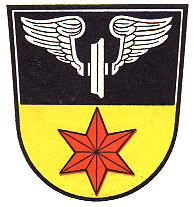
Pressig (1957–1978): roter Stern mit Flügelrad
Förtschendorf: Lilie
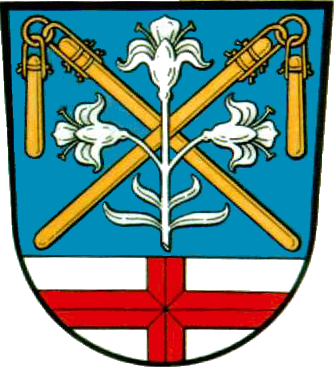
Marienroth: Lilie
Welitsch: Lilie

Flagge
Die Gemeindeflagge ist rot-gelb-blau.

### Städtepartnerschaften
Österreich: Die Marktgemeinde unterhält eine Partnerschaft mit Wallern an der Trattnach in Oberösterreich.
Gründer waren neben den Vorsitzenden der Soldatenkameradschaften von Rothenkirchen und Wallern, Franz Hofmann und Alois Petermeier, die Bürgermeister von Pressig und Wallern, Josef Wich und Ernst Ottensamer.

## Kultur und Sehenswürdigkeiten

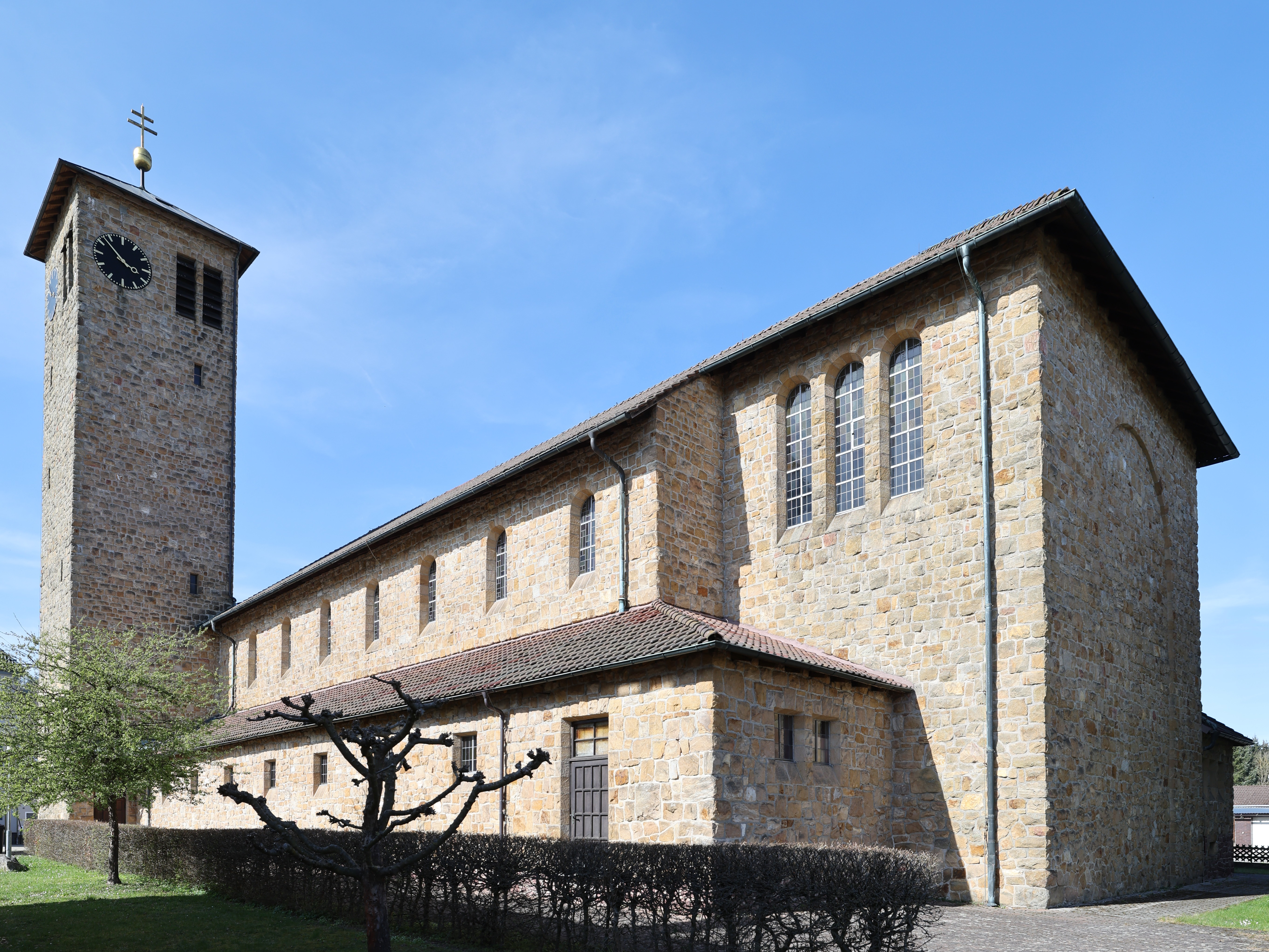
Herz-Jesu-Kirche

### Kirchen

#### Herz-Jesu-Kirche Pressig
Die katholische Herz-Jesu-Kirche in Pressig wurde 1957 erbaut. Sie ist die Hauptkirche der gleichnamigen Pfarrei. Zuvor bestand seit 1913 eine Notkirche. Das Bild der Kirche wird durch eine Vielzahl an Mosaikbildern über den Eingangsportalen sowie im Kircheninnenraum geprägt.

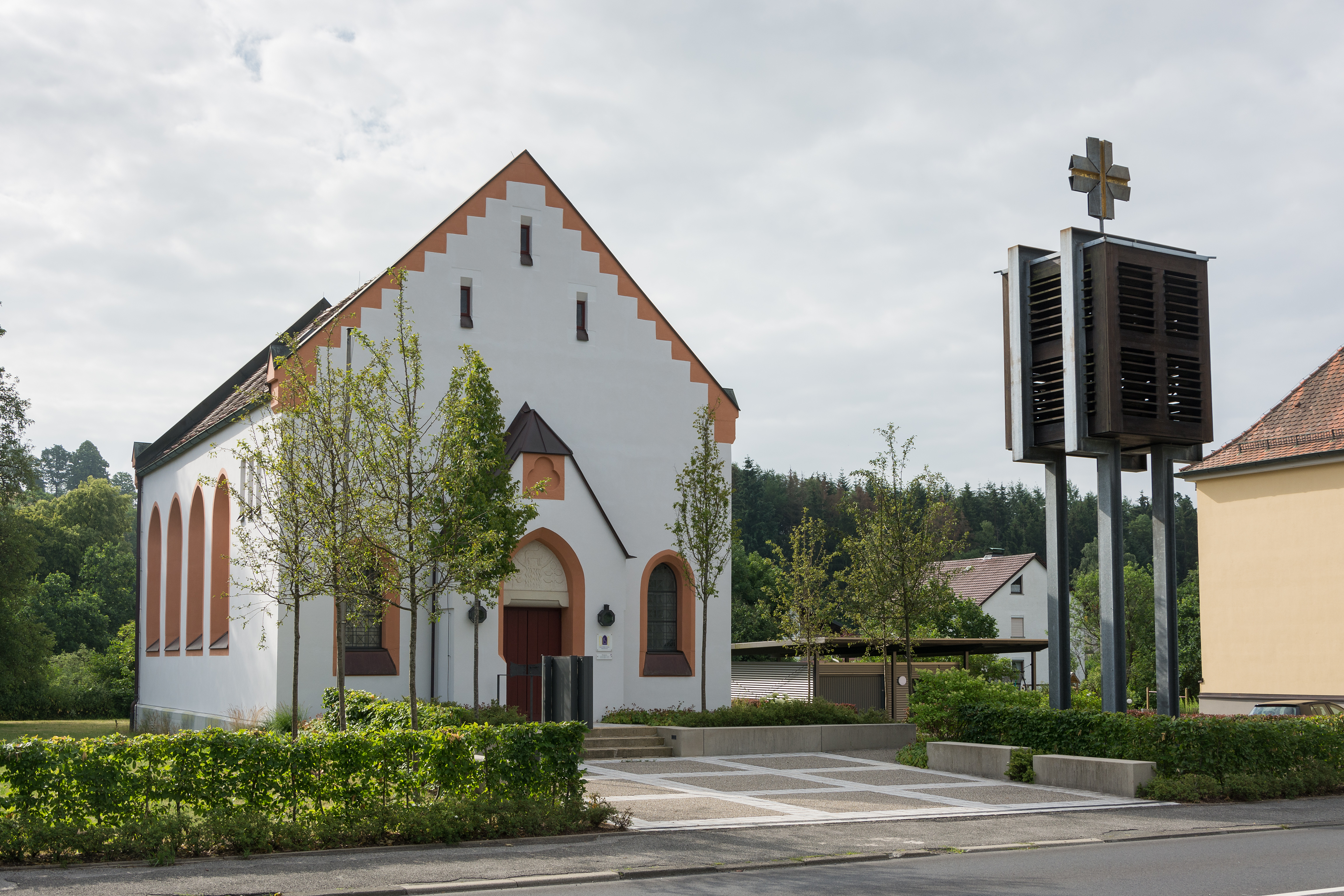
Martin-Luther-Kirche

#### Martin-Luther-Kirche Pressig
Ende 1901 wurde im Pressiger Ortsteil Rothenkirchen Bahnhof ein Kirchenbauverein gegründet. 1907 folgte die Einweihung der Kirche. Der Saalbau wurde mit Grauwackesteinen errichtet. 1972 wurde der einsturzgefährdete Dachreiter abgetragen und durch einen freistehenden Glockenturm ersetzt. 1987 erhielt das Gotteshaus den Namen Martin-Luther-Kirche.

#### St.-Anna-Kirche Welitsch
Die katholische Kirche St. Anna im Ortskern von Welitsch ist Filialkirche der Pfarrei Herz Jesu Pressig. Der aktuelle Kirchenbau stammt aus den Jahren 1775–1777.

### Sport
Der 1. FC Pressig ist ein Fußballverein, der 2017/18 in der A-Klasse 6, Kreis Coburg/Kronach spielt.

## Wirtschaft und Infrastruktur

### Verkehr
Öffentlicher Verkehr
Der Bahnhof Pressig-Rothenkirchen und der Haltepunkt Förtschendorf liegen an der Frankenwaldbahn von Lichtenfels nach Saalfeld. Bis nach dem Zweiten Weltkrieg zweigte dort die Bahnstrecke Pressig-Rothenkirchen–Tettau ab. Bis 1968 existierte in Pressig ein Bahnbetriebswerk, das einen Teil der auf der Frankenwaldbahn eingesetzten Lokomotiven einsetzte. Zu Zeiten des Dampfbetriebs war in Pressig auch die Baureihe 96 stationiert, die größte deutsche Mallet-Lok.
Bis kurz nach Öffnung der innerdeutschen Grenze hielten in Pressig-Rothenkirchen D-Züge von München nach Berlin und Leipzig. Seitdem wird der Ort nur noch von Regionalzügen bedient. 2012 wurde das Bahnhofsgebäude verkauft.
Individualverkehr
Die Bundesstraße 85 führt nach Rothenkirchen (1,4 km nördlich) bzw. Neukenroth (4 km südwestlich). Die Staatsstraße 2201/L 2661 führt über Welitsch nach Heinersdorf (3 km nordwestlich). Die Kreisstraße KC 3 führt nach Eila (0,7 km südöstlich).

### Öffentliche Einrichtungen
Die Freiwillige Feuerwehr Pressig als Stützpunktwehr und die Feuerwehren in den umliegenden Ortschaften der Gemeinde.

### Bildung
Im Markt Pressig gibt es zwei Kindergärten (in Pressig und Rothenkirchen) sowie eine Grund- und Mittelschule. Der Unterricht findet in Pressig und für einige Klassen in Rothenkirchen statt. Die nächsten Realschulen und Gymnasien befinden sich in Kronach.

## Söhne und Töchter der Gemeinde
- Christian Sonntag (1910–1945), Oberst der Wehrmacht

- Rudi Daum (1925–2019), Politiker (CSU)
- Jürgen Detsch (* 1947), Fußballspieler
- Georg Kestel (* 1955), Generalvikar im Erzbistum Bamberg

## Sonstiges
Tankred Dorsts Film Eisenhans (1983) wurde vor allem in Förtschendorf und im zwischen Rothenkirchen und Förtschendorf gelegenen Block Hessenmühle gedreht.